# Haut-Komo
Haut-Komo es un departamento de la provincia de Woleu-Ntem en Gabón. En octubre de 2013 presentaba una población censada de 3403 habitantes. Su chef-lieu es Médouneu.
Se encuentra ubicado en el norte del país, en el suroeste de la provincia. Su territorio es fronterizo por el norte con Guinea Ecuatorial. El topónimo del departamento hace referencia a que se ubica en torno al curso alto del río Komo. En el departamento se ubica parte del  parque nacional de los Montes de Cristal.

## Subdivisiones
Contiene tres subdivisiones de tercer nivel (población en 2013):
- Comuna de Médouneu (2497 habitantes)
- Cantón de Komo-Abanga (350 habitantes)
- Cantón de Mbéy (556 habitantes)